# 城东街道 (合肥市)
城东街道，是中华人民共和国安徽省合肥市瑶海区下辖的一个乡镇级行政单位。

## 行政区划
城东街道下辖以下地区：
唐桥社区、隆岗村社区、柳荫塘社区、合裕路社区和大王庙社区。